# فرط الاستقطاب (فيزياء)
فرط الاستقطاب هو استقطاب نووي ديناميكي لمادة في المجال المغناطيسي بعيدًا عن ظروف التوازن الحراري التي يحددها توزيع بولتزمان. يمكن تطبيقه على غازات مثل 129Xe و 3He ، والجزيئات الصغيرة حيث يمكن تعزيز مستويات الاستقطاب بواسطة عامل من104-105 فوق مستويات التوازن الحراري.

## نبذة
يستخدم فرط الاستقطاب عادةً في التصوير بالرنين المغناطيسي (MRI) للرئتين. عادة ما تستخدم الجزيئات الصغيرة مفرطة الاستقطاب للتصوير الأيضي في الجسم الحي. على سبيل المثال يمكن حقن مفرط الاستقطاب في الحيوانات أو المرضى ويمكن تتبع التحويل الأيضي في الوقت الفعلي. تشمل التطبيقات الأخرى تحديد وظيفة الهياكل الدورانية النيوترونية عن طريق نثر الإلكترونات المستقطبة من هدف شديد الاستقطاب (3He)، ودراسات التفاعل السطحي، وتجارب استقطاب النيوترونات.

## روابط خارجية
- Europhysics - "Take a breath of polarized noble gas"
- University of Virginia - "Hyperpolarized Gas MR Imaging"
- Swiss DNP Initiative - "DNP-NMR 13C Hyperpolarization" نسخة محفوظة 11 ديسمبر 2008 على موقع واي باك مشين.